# Papias von Hierapolis
Papias von Hierapolis (altgriechisch Παπίας Ἱεραπόλεως/ὁ Ἱεραπολίτης)  (um 60 bis etwa 130 n. Chr.) war einer der frühen Kirchenväter sowie Bischof und Theologe in der phrygischen Stadt Hierapolis (heute eine
Ruinenstätte bei Pamukkale im Westen der Türkei). Seine nur bruchstückhaft überlieferten Fünf Bücher der Darstellung der Herrnworte entstanden etwa 100 n. Chr. Sein Werk ist die früheste Quelle, die über die Autorenschaft und Entstehung der christlichen Evangelien des Neuen Testaments der Bibel berichtet.

## Leben
Sein Geburtsdatum wird von vielen Autoren auf 70 geschätzt, von einigen jedoch auf 60 oder sogar 50. Andere lehnen die Angabe von Lebensdaten als spekulative Mutmaßungen ab. Irenäus von Lyon berichtet (ca. 180), dass Papias ein Freund und Gefährte Polykarps, des Bischofs von Smyrna, war. Wie Polykarp selbst war Papias laut Irenaeus ein Schüler des Apostels Johannes. Eusebius von Caesarea fügt hinzu, dass Papias Bischof von Hierapolis und Zeitgenosse des Ignatius von Antiochia war. Eusebius assoziiert Papias mit Clemens von Rom und impliziert, dass Papias während der Regierungszeit von Trajan (98–117) aktiv war, vermutlich bereits vor dem Martyrium von Ignatius (107).
Papias erwähnt, dass er die Töchter des Philippus, die ihre letzten Lebensjahre in Hierapolis verbrachten, persönlich gekannt habe und von ihnen über die Apostel hörte.

## Informationsquellen von Papias
Papias bezeichnet als seine wichtigsten Informanten Aristion und Johannes den Presbyter, die er beide, ebenso wie die Apostel, als Jünger Jesu bezeichnet:
Papias schrieb:
Ich zögere aber nicht, für dich auch das, was ich von den Presbytern genau erfahren und genau im Gedächtnis behalten habe, mit den Erklärungen zu verbinden, mich verbürgend für dessen Wahrheit. Denn nicht hatte ich, wie die meisten, Freude an denen, die vieles reden, sondern an denen, welche das lehren, was wahr ist; auch nicht an denen, die die fremdartigen Gebote im Gedächtnis haben, sondern an denen, die die vom Herrn dem Glauben gegebenen und von der Wahrheit selbst kommenden (Gebote im Gedächtnis haben).
Wenn aber irgendjemand kam, der den Presbytern nachgefolgt war, erkundigte ich mich [Papias] nach den Lehren der Älteren – was hat Andreas oder was hat Petrus gesagt, oder was haben Philippus oder Thomas oder Jakobus oder Johannes oder Matthäus oder irgendein anderer von den Jüngern des Herrn gesagt; und was sagen Aristion und der Presbyter Johannes, ebenfalls Jünger des Herrn. Denn ich war der Ansicht, dass die aus Büchern (stammenden Berichte) mir nicht soviel nützen würden wie die (Berichte) von der lebendigen und bleibenden Stimme.
Richard Bauckham, der in den zwei Namensnennungen eines Johannes verschiedene Personen sieht, liest aus dieser Formulierung, dass die Apostel, deren Aussagen er von Ältesten erfährt, zur Zeit als Papias sein Material sammelt, nicht mehr lebten, dass aber die zwei Jünger Aristion und Johannes für Papias als lebende Augenzeugen besonderen Wert haben.
Eusebius von Caesarea (260–339) betonte in der „Kirchengeschichte“ (Drittes Buch, 39. Kapitel – Die Schriften des Papias):

„Damit bewahrheitet sich also der Bericht, dass in Asien zwei Jünger den gleichen Namen hatten und dass in Ephesus zwei Grabmäler errichtet wurden, von denen noch jetzt jedes den Namen Johannes trüge. Dies ist wohl zu beachten.“

Werner de Boor hielt dagegen im 20. Jahrhundert beide Nennungen des Johannes für dieselbe Person: „Beide sind ‚Alte‘ und ‚Jünger des Herrn‘.“ Johannes der Presbyter sei mit dem Apostel und Evangelisten Johannes identisch.

## Schriften von Papias
Papias verfasste fünf Bücher mit der Überschrift Auslegung der Worte des Herrn (griech. λογίων κυριακῶν ἐξηγήσεις), die nur fragmentarisch in Zitaten durch spätere Kirchenväter erhalten sind.
Das Werk Papias’ wird auf etwa 95–110 nach Christus datiert.
Spätere Datierungen (um 120–160 n. Chr.) wurden bis ins 20. Jahrhundert angenommen, beruhten aber auf zwei Quelleninterpretationen, die heute als Missverständnis gelten. Eine Interpretation, die Papias’ Tod zeitgleich mit Polykarps Tod um 164 datierte, beruhte auf einer Stelle im Chronicon Paschale, dessen Autor wahrscheinlich Papias mit Papylas verwechselte. Die andere unzuverlässige Interpretation, die Papias mit der Regierungszeit Hadrians (117–138 n. Chr.) in Bezug brachte, beruhte anscheinend auf einer Verwechslung zwischen Papias und Quadratus.
Seine Bücher sind vor allem aufgrund der Fundamentierung auf die mündliche Überlieferung der Apostel von theologischer Bedeutung.
Er schrieb in einer Zeit, die von allen christlichen Epochen am schlechtesten schriftlich belegt ist. Sein Fragment zur Johannes-Apokalypse sowie zum Johannes-Evangeliums zählen zu den frühesten Belegen jener Dokumente. Papias ist die erste erhaltene Quelle, die den Markus als Dolmetscher des Petrus und Verfasser des diesem zugeschriebenen Evangeliums, und Matthäus als Autor des Matthäusevangelium nennt.
Laut Eusebius von Caesarea schrieb Papias über Markus:
„Auch dies lehrte der Presbyter: Markus hat die Worte und Taten des Herrn, an die er sich als Dolmetscher des Petrus erinnerte, genau, allerdings nicht ordnungsgemäß, aufgeschrieben. Denn nicht hatte er den Herrn gehört und begleitet; wohl aber folgte er später, wie gesagt, dem Petrus, welcher seine Lehrvorträge nach den Bedürfnissen einrichtete, nicht aber so, dass er eine zusammenhängende Darstellung der Reden des Herrn gegeben hätte. Es ist daher keineswegs ein Fehler des Markus, wenn er einiges so aufzeichnete, wie es ihm das Gedächtnis eingab. Denn für eines trug er Sorge: nichts von dem, was er gehört hatte, auszulassen oder sich im Berichte keiner Lüge schuldig zu machen.“
Laut Eusebius von Caesarea schrieb Papias über Matthäus:
„Matthäus hat in hebräischer Sprache die Reden zusammengestellt; ein jeder aber übersetzte dieselben so gut er konnte.“
Einen längeren legendarischen Bericht über den Tod des Judas Iskariot gab Papias im vierten Buch seines Werks. Seine Darstellung wurde von Apollinaris von Laodicea überliefert und ist aus Katenen rekonstruiert worden. Demnach sei Judas nicht wie im Matthäus-Evangelium (Kap. 27, 5) angegeben durch Selbstmord ums Leben gekommen, sondern habe in seiner letzten Lebenszeit wegen seiner Gottlosigkeit an einem widerlichen Leiden laboriert, das durch Anschwellung und Fäulnis seines Körpers gekennzeichnet gewesen sei. Nach zahlreichen Qualen sei er auf seinem Gut gestorben; und der von ihm zurückgebliebene Gestank hätte noch zu Papias’ Zeiten von Personen, die an Judas’ Grundstück vorbeikamen, gerochen werden können.
Die Meinungen späterer christlicher Autoren der Antike über Papias gingen auseinander; einige lobten ihn, während insbesondere Eusebius von Caesarea ihn wegen seiner chiliastischen Positionen kritisierte.
So schrieb Eusebius von Caesarea über Papias:
„Papias bietet aber auf Grund mündlicher Überlieferung auch noch andere Erzählungen, nämlich unbekannte Gleichnisse und Lehren des Erlösers und außerdem noch einige sonderbare Berichte. Zu diesen gehört seine Behauptung, dass nach der Auferstehung der Toten tausend Jahre kommen werden, in denen das Reich Christi sichtbar auf Erden bestehen werde. Nach meiner Meinung hat Papias diese Anschauung den ihm mitgeteilten Erzählungen der Apostel untergeschoben; das, was die Apostel in Bildern und Gleichnissen gesprochen hatten, hat er nicht verstanden. Obwohl er, wie man aus seinen Worten schließen kann, geistig sehr beschränkt gewesen sein muss, hat er doch sehr vielen späteren Kirchenschriftstellern, die sich durch das Alter des Mannes verleiten ließen, wie dem Irenäus und denen, die sonst noch solche Ideen vertreten, Anlass zu ähnlichen Lehren gegeben.“